# SDH Chrášťany
SDH Chrášťany je sbor dobrovolných hasičů, který se nachází ve vsi Chrášťany. Historie sdružení sahá až do roku 1885. Mezi největší úspěchy sboru patří výhra celorepublikové Extraligy ČR v kategorii ženy v letech 2016 a 2017, dále výhra Krušnohorské ligy v kategorii muži v letech 2006, 2016, 2017 a 2022 a v kategorii ženy v letech 2004, 2007, 2008, 2010, 2014, 2015, 2016, 2017 a 2018.

## Historie
Vznik SDH Chrášťany se datuje do roku 1885. Z mála materiálů, které se dochovaly, se dá vyvodit, že sbor patřil k nejlepším v okolí v dané době.
Další záznam je z 15. 12. 1946, kdy byla pořádána členská schůze, na kterou se dostavilo 15 členů a bylo na ní vybráno 200 Kčs na pomoc postiženým válkou. V roce 1947 bylo ve sboru hlášeno 27 členů.